# FC Sajalin Yuzhno-Sajalinsk

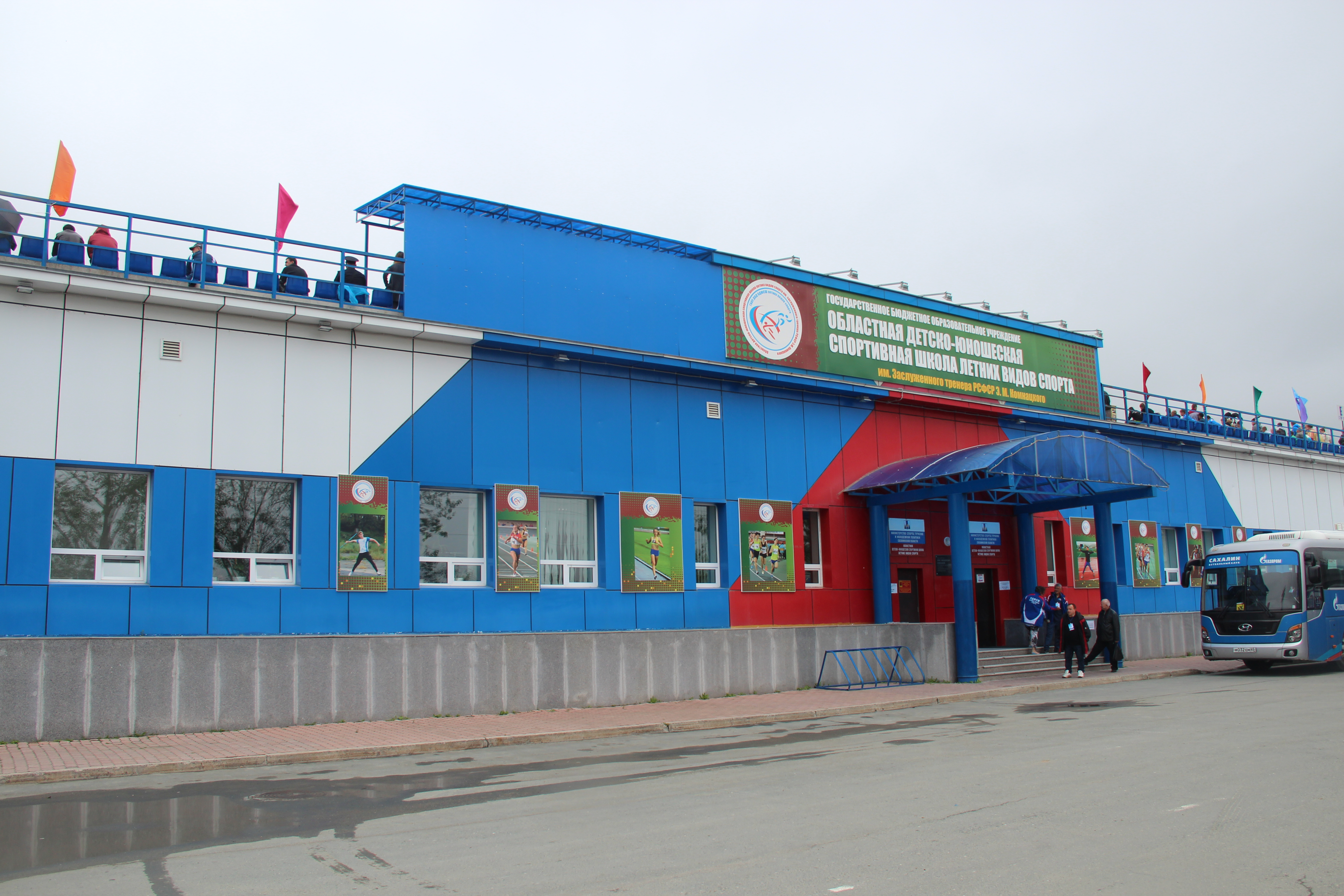
Estadio Spartak, Yuzhno-Sajalinsk, Rusia

El FC Sajalin Yuzhno-Sajalinsk (del ruso: ФК Сахалин Южно-Сахалинск) es un club de fútbol ruso de la ciudad de Yuzhno-Sajalinsk, fundado en 2004. El club disputa sus partidos como local en el estadio Spartak y juega en la Liga de Fútbol Amateur de Rusia, el cuarto nivel en el sistema de ligas ruso.
Existió otro club que jugó como FC Sajalin Yuzhno-Sajalinsk desde 1969 hasta 1992, pero que actualmente se llama FC Portovik-Energiya Jolmsk.